# Reserva Natural de Changtang
La reserva natural de Changtang (Xinès: 羌塘国家级自然保护区) es troba al nord de l'altiplà tibetà. És la segona reserva natural més gran del món, després del Parc Nacional del Nord-est de Groenlàndia, amb una superfície de més de 334.000 km², pel que és més gran que 183 països. Administrativament, es troba al Comtat de Xainza i el Comtat de Biru de la Prefectura d'Nagqu. Amb les reserves adjacents recentment establertes existeix ara un total de 496.000 km² de reserves naturals connectades entre si, el que representa una àrea gairebé tan gran com Espanya i més de 197 països.

## Història
La reserva natural de Changtang va ser establerta originalment el 1993, amb l'ajuda del animalista internacionalment conegut, George Shaller, en l'altiplà tibetà del nord de Changtang, escassament habitay. Va ser augmentada a un "àrea protegida nacional" en 2000. Està llistat com una Categoria de la Unió Internacional per a la Conservació de la Natura (UICN): VI - Àrea Protegida de recursos gestionats. És la llar de només uns pocs nòmades tibetans i diversos empleats del parc contractats per evitar la caça furtiva.

## Fauna i flora

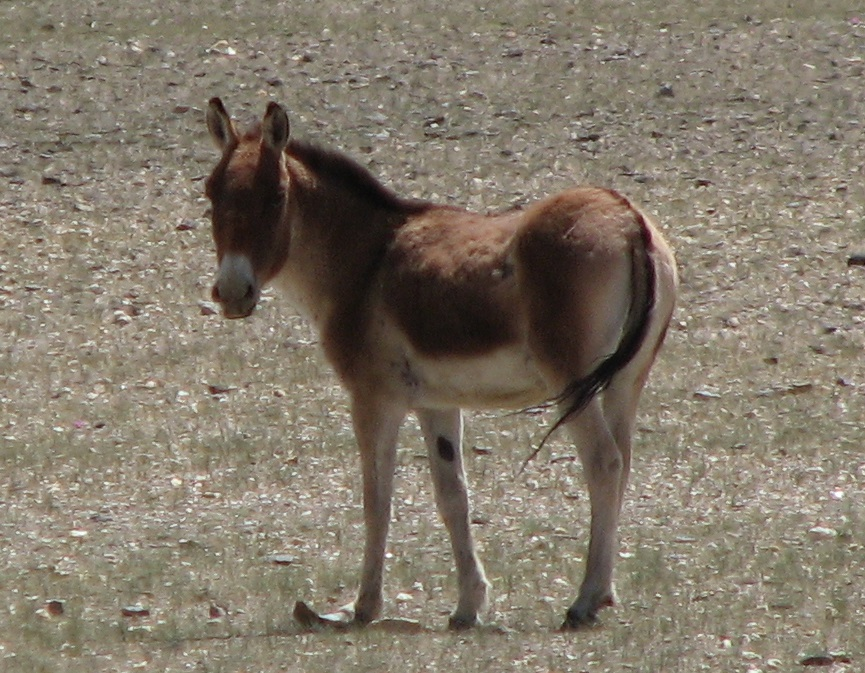
Un ase tibetà a la reserva.

En aquesta reserva, que donada la seva magnitud acull un gran nombre d'espècies de gran variació biològica, es poden trobar algunes de les últimes rajades d'ungulats silvestres: el iac silvestre (Bos grunniens), el ruc negre silvestre o kiang (Equus kiang), l'ovella blava de l'Himàlaia o bharal (pseudois nayaur), l'argalí (Ovis ammon), la gasela de Mongòlia (procapra gutturosa) i l'antílop tibetà o chiru (txiru). La llana del txiru es considera la més fina coneguda, i és contrabandeada, especialment al Caixmir, a l'Índia on es teixeix en xals de shahtoosh, de gran qualitat. Els depredadors inclouen la pantera de les neus (Panthera uncia o Uncia uncia), el llop tibetà (Canis lupus Chanco), el linx de Turkestan (Lynx lynx isabellinus) i l'ós blau tibetà (Ursus arctos pruinosus). A l'extrem inferior de la cadena alimentària hi ha un gran nombre de pika (Ochotona spp.). La vegetació és d'arbustos oberts i prats dominades principalment per gramínies Stipa i espècies de Kobresia, coneguts com a joncs.